# Balenyà
Balenyà település Spanyolországban, Barcelona tartományban. Lakosainak száma 4036 fő (2024).

## Földrajza
Balenyà El Brull, Castellcir, Collsuspina, Tona, Seva és Centelles községekkel határos.

## Népesség
A település lakosságának változását az alábbi diagram mutatja:
| Lakosok száma | 335  | 643  | 1217 | 2096 | 3203 | 3413 | 3743 | 3724 | 3821 | 4036 |
|               | 1717 | 1900 | 1940 | 1965 | 1991 | 2004 | 2009 | 2014 | 2019 | 2024 |